# (18880) Toddblumberg
(18880) Toddblumberg est un astéroïde de la ceinture principale d'astéroïdes.

## Description
(18880) Toddblumberg est un astéroïde de la ceinture principale d'astéroïdes. Il fut découvert le 10 décembre 1999 à Socorro (Nouveau-Mexique) par le projet LINEAR. Il présente une orbite caractérisée par un demi-grand axe de 3,21 UA, une excentricité de 0,18 et une inclinaison de 9,7° par rapport à l'écliptique.

## Compléments